# Commonwealth Games 1978/Leichtathletik
Bei den Commonwealth Games 1978 in Edmonton wurden in der Leichtathletik zwischen dem 6. und 12. August insgesamt 38 Wettbewerbe veranstaltet, davon 23 für Männer und 15 für Frauen. Austragungsort war das Commonwealth Stadium.

## Männer

### 100-Meter-Lauf
| Platz | Athlet                 | Land | Zeit (s) |
| ----- | ---------------------- | ---- | -------- |
| 1     | Donald Quarrie         | JAM  | 10,03    |
| 2     | Allan Wells            | SCO  | 10,07    |
| 3     | Hasely Crawford        | TRI  | 10,09    |
| 4     | James Gilkes           | GUY  | 10,15    |
| 5     | Mike McFarlane         | ENG  | 10,29    |
| 6     | Paul Narracott         | AUS  | 10,31    |
| 7     | Christopher Brathwaite | TRI  | 10,32    |
| 8     | Ernest Obeng           | GHA  | 10,34    |

Finale: 7. August
Wind: 7,6 m/s

### 200-Meter-Lauf
| Platz | Athlet          | Land | Zeit (s) |
| ----- | --------------- | ---- | -------- |
| 1     | Allan Wells     | SCO  | 20,12    |
| 2     | James Gilkes    | GUY  | 20,18    |
| 3     | Colin Bradford  | JAM  | 20,43    |
| 4     | Paul Narracott  | AUS  | 20,74    |
| 5     | Floyd Brown     | JAM  | 20,79    |
| 6     | Richard Hopkins | AUS  | 20,88    |
| 7     | Trevor Hoyte    | ENG  | 20,90    |
| 8     | Calvin Dill     | BER  | 21,07    |

Finale: 10. August
Wind: 4,4 m/s

### 400-Meter-Lauf
| Platz | Athlet         | Land | Zeit (s) |
| ----- | -------------- | ---- | -------- |
| 1     | Rick Mitchell  | AUS  | 46,34    |
| 2     | Joseph Coombs  | TRI  | 46,54    |
| 3     | Glenn Bogue    | CAN  | 46,63    |
| 4     | Mike Solomon   | TRI  | 46,97    |
| 5     | Glen Cohen     | ENG  | 46,99    |
| 6     | Richard Ashton | ENG  | 47,32    |
| 7     | Fred Sowerby   | ANT  | 47,51    |
| 8     | Bryan Saunders | CAN  | 48,01    |

Finale: 7. August

### 800-Meter-Lauf
| Platz | Athlet         | Land | Zeit (min) |
| ----- | -------------- | ---- | ---------- |
| 1     | Mike Boit      | KEN  | 1:46,39    |
| 2     | Seymour Newman | JAM  | 1:47,30    |
| 3     | Peter Lemashon | KEN  | 1:47,57    |
| 4     | Chum Darvall   | AUS  | 1:47,74    |
| 5     | Garry Cook     | ENG  | 1:48,06    |
| 6     | Halidu Zineta  | GHA  | 1:48,15    |
| 7     | John Higham    | AUS  | 1:48,90    |
| 8     | Glen Grant     | WAL  | 1:49,32    |

Finale: 10. August

### 1500-Meter-Lauf
| Platz | Athlet          | Land | Zeit (min) |
| ----- | --------------- | ---- | ---------- |
| 1     | David Moorcroft | ENG  | 3:35,48    |
| 2     | Filbert Bayi    | TAN  | 3:35,59    |
| 3     | John Robson     | SCO  | 3:35,60    |
| 4     | Frank Clement   | SCO  | 3:35,66    |
| 5     | Wilson Waigwa   | KEN  | 3:37,49    |
| 6     | Glen Grant      | WAL  | 3:38,05    |
| 7     | Richard Tuwei   | KEN  | 3:40,51    |
| 8     | Rod Dixon       | NZL  | 3:41,34    |

Finale: 12. August

### 5000-Meter-Lauf
| Platz | Athlet           | Land | Zeit (min) |
| ----- | ---------------- | ---- | ---------- |
| 1     | Henry Rono       | KEN  | 13:23,04   |
| 2     | Michael Musyoki  | KEN  | 13:29,92   |
| 3     | Brendan Foster   | ENG  | 13:31,35   |
| 4     | Mike McLeod      | ENG  | 13:33,20   |
| 5     | Suleiman Nyambui | TAN  | 13:34,08   |
| 6     | Nat Muir         | SCO  | 13:34,94   |
| 7     | Tony Simmons     | WAL  | 13:39,81   |
| 8     | Rod Dixon        | NZL  | 13:43,69   |

Finale: 10. August

### 10.000-Meter-Lauf
| Platz | Athlet           | Land | Zeit (min) |
| ----- | ---------------- | ---- | ---------- |
| 1     | Brendan Foster   | ENG  | 28:13,65   |
| 2     | Michael Musyoki  | KEN  | 28:19,14   |
| 3     | Mike McLeod      | ENG  | 28:34,30   |
| 4     | Dave Black       | ENG  | 28:37,90   |
| 5     | Suleiman Nyambui | TAN  | 28:56,65   |
| 6     | Tony Simmons     | WAL  | 29:01,23   |
| 7     | Joel Cheruiyot   | KEN  | 29:20,15   |
| 8     | Allister Hutton  | SCO  | 29:30,68   |

6. August

### Marathon
| Platz | Athlet           | Land | Zeit (h) |
| ----- | ---------------- | ---- | -------- |
| 1     | Gidamis Shahanga | TAN  | 2:15:40  |
| 2     | Jerome Drayton   | CAN  | 2:16:14  |
| 3     | Paul Bannon      | CAN  | 2:16:52  |
| 4     | Kevin Ryan       | NZL  | 2:17:16  |
| 5     | Greg Hannon      | NIR  | 2:17:25  |
| 6     | Paul Ballinger   | NZL  | 2:17:46  |
| 7     | Richard Mabuza   | SWZ  | 2:19:49  |
| 8     | Mike Critchley   | WAL  | 2:19:51  |

11. August

### 30 km Gehen
| Platz | Athlet         | Land | Zeit (h) |
| ----- | -------------- | ---- | -------- |
| 1     | Olly Flynn     | ENG  | 2:22:04  |
| 2     | Willi Sawall   | AUS  | 2:22:59  |
| 3     | Tim Erickson   | AUS  | 2:26:34  |
| 4     | Brian Adams    | ENG  | 2:29:42  |
| 5     | Amos Seddon    | ENG  | 2:29:58  |
| 6     | Helmut Boeck   | CAN  | 2:31:21  |
| 7     | Graham Seatter | NZL  | 2:31:49  |
| 8     | Graham Young   | IOM  | 2:33:15  |

8. August

### 110-Meter-Hürdenlauf
| Platz | Athlet          | Land | Zeit (s) |
| ----- | --------------- | ---- | -------- |
| 1     | Berwyn Price    | WAL  | 13,70    |
| 2     | Max Binnington  | AUS  | 13,73    |
| 3     | Warren Parr     | AUS  | 13,73    |
| 4     | Fatwell Kimaiyo | KEN  | 13,75    |
| 5     | Philip Sang     | KEN  | 13,97    |
| 6     | Phillip Mills   | NZL  | 14,09    |
| 7     | Ross Pownall    | NZL  | 14,18    |
| 8     | Don Wright      | AUS  | 14,31    |

Finale: 7. August
Wind: 6,2 m/s

### 400-Meter-Hürdenlauf
| Platz | Athlet          | Land | Zeit (s) |
| ----- | --------------- | ---- | -------- |
| 1     | Daniel Kimaiyo  | KEN  | 49,48    |
| 2     | Garry Brown     | AUS  | 50,04    |
| 3     | Alan Pascoe     | ENG  | 50,09    |
| 4     | Peter Kipchumba | KEN  | 50,50    |
| 5     | William Koskei  | KEN  | 50,69    |
| 6     | Clive Barriffe  | JAM  | 51,50    |
| 7     | Gary Oakes      | ENG  | 51,60    |
| 8     | Phillip Mills   | NZL  | 52,01    |

Finale: 10. August

### 3000-Meter-Hindernislauf
| Platz | Athlet         | Land | Zeit (min) |
| ----- | -------------- | ---- | ---------- |
| 1     | Henry Rono     | KEN  | 8:26,54    |
| 2     | James Munyala  | KEN  | 8:32,21    |
| 3     | Kiprotich Rono | KEN  | 8:34,07    |
| 4     | Euan Robertson | NZL  | 8:41,32    |
| 5     | Howard Healey  | NZL  | 8:43,75    |
| 6     | Dennis Coates  | ENG  | 8:47,35    |
| 7     | Tony Staynings | ENG  | 8:48,87    |
| 8     | Ian Gilmour    | SCO  | 8:49,68    |

7. August

### 4-mal-100-Meter-Staffel
| Platz | Land                | Athleten                                                           | Zeit (s) |
| ----- | ------------------- | ------------------------------------------------------------------ | -------- |
| 1     | Schottland          | David Jenkins Allan Wells Cameron Sharp Drew McMaster              | 39,24    |
| 2     | Trinidad und Tobago | Edwin Noel Hasely Crawford Christopher Brathwaite Ephraim Serrette | 39,29    |
| 3     | Jamaika             | Errol Quarrie Colin Bradford Oliver Heywood Floyd Brown            | 39,33    |
| 4     | Kanada              | Desai Williams Marvin Nash Hugh Fraser Cole Doty                   | 39,60    |
| 5     | Ghana               | Ernest Obeng Albert Lomotey George Enchill Ohene Karikari          | 39,73    |
| 6     | England             | Brian Green Tim Bonsor Les Hoyte Trevor Hoyte                      | 40,05    |
| 7     | Australien          | Don Wright Paul Narracott Max Binnington Richard Hopkins           | 40,24    |
| 8     | Bermuda             | Kimberley Wade Dennis Trott Calvin Dill Gregory Simons             | 40,33    |

### 4-mal-400-Meter-Staffel
| Platz | Land                | Athleten                                                    | Zeit (min) |
| ----- | ------------------- | ----------------------------------------------------------- | ---------- |
| 1     | Kenia               | Washington Njiri Daniel Kimaiyo William Koskei Joel Ngetich | 3:03,54    |
| 2     | Jamaika             | Clive Barriffe Bert Cameron Colin Bradford Floyd Brown      | 3:04,00    |
| 3     | Australien          | John Higham Chum Darvall Garry Brown Rick Mitchell          | 3:04,23    |
| 4     | Kanada              | Frank Van Doorn Dacre Bowen Bryan Saunders Glenn Bogue      | 3:05,94    |
| 5     | Trinidad und Tobago | Mike Paul Mike Solomon Ray Astor Joseph Coombs              | 3:06,72    |
| 6     | Schottland          | David Jenkins Peter Hoffman Paul Forbes Roger Jenkins       | 3:07,73    |
| 7     | Antigua und Barbuda | Elroy Turner Cuthbert Jacobs Lester Flax Fred Sowerby       | 3:10,45    |
|       | England             | Terry Whitehead Alan Pascoe Glen Cohen Richard Ashton       | DQ         |

### Hochsprung
| Platz | Athlet             | Land | Höhe (m) |
| ----- | ------------------ | ---- | -------- |
| 1     | Claude Ferragne    | CAN  | 2,20     |
| 2     | Greg Joy           | CAN  | 2,18     |
| 3     | Brian Burgess      | SCO  | 2,15     |
| 3     | Dean Bauck         | CAN  | 2,15     |
| 5     | Gordon Windeyer    | AUS  | 2,15     |
| 6     | Mark Naylor        | ENG  | 2,10     |
| 7     | Baljit Singh Sidhu | MAS  | 2,05     |
| 8     | Winston Strachan   | BAH  | 2,00     |

10. August

### Stabhochsprung
| Platz | Athlet          | Land | Höhe (m) |
| ----- | --------------- | ---- | -------- |
| 1     | Bruce Simpson   | CAN  | 5,10     |
| 2     | Donald Baird    | AUS  | 5,10     |
| 3     | Brian Hooper    | ENG  | 5,00     |
| 4     | Jeff Gutteridge | ENG  | 5,00     |
| 5     | Harold Heer     | CAN  | 4,80     |
| 6     | Glen Colivas    | CAN  | 4,80     |
|       | Allan Williams  | ENG  | NM       |
|       | Mike Bull       | NIR  | NM       |

11. August

### Weitsprung
| Platz | Athlet          | Land | Weite (m) |
| ----- | --------------- | ---- | --------- |
| 1     | Roy Mitchell    | ENG  | 8,06 w    |
| 2     | Chris Commons   | AUS  | 8,04 w    |
| 3     | Suresh Babu     | IND  | 7,94 w    |
| 4     | Dennis Trott    | BER  | 7,89      |
| 5     | Richard Rock    | CAN  | 7,85 w    |
| 6     | Emmanuel Mifetu | GHA  | 7,82 w    |
| 7     | Bogger Mushanga | ZAM  | 7,68 w    |
| 8     | Ken Lorraway    | AUS  | 7,57 w    |

7. August

### Dreisprung
| Platz | Athlet          | Land | Weite (m) |
| ----- | --------------- | ---- | --------- |
| 1     | Keith Connor    | ENG  | 17,21 w   |
| 2     | Ian Campbell    | AUS  | 16,93 w   |
| 3     | Aston Moore     | ENG  | 16,69     |
| 4     | Ken Lorraway    | AUS  | 16,27     |
| 5     | Michael Nipinak | CAN  | 16,24     |
| 6     | Phil Wood       | NZL  | 16,05     |
| 7     | Steve Hanna     | BAH  | 15,97     |
| 8     | David Johnson   | ENG  | 15,84     |

12. August

### Kugelstoßen
| Platz | Athlet                | Land | Weite (m) |
| ----- | --------------------- | ---- | --------- |
| 1     | Geoff Capes           | ENG  | 19,77     |
| 2     | Bruno Pauletto        | CAN  | 19,33     |
| 3     | Bishop Dolegiewicz    | CAN  | 18,45     |
| 4     | Mike Mercer           | CAN  | 17,83     |
| 5     | Mike Winch            | ENG  | 16,93     |
| 6     | Bob Dale              | ENG  | 16,89     |
| 7     | Bahadur Singh Chouhan | IND  | 16,57     |
| 8     | Jugraj Singh Mann     | IND  | 16,50     |

12. August

### Diskuswurf
| Platz | Athlet         | Land | Weite (m) |
| ----- | -------------- | ---- | --------- |
| 1     | Borys Chambul  | CAN  | 59,70     |
| 2     | Bradley Cooper | BAH  | 57,30     |
| 3     | Robert Gray    | CAN  | 55,48     |
| 4     | Robin Tait     | NZL  | 55,22     |
| 5     | Wayne Martin   | AUS  | 54,98     |
| 6     | Pete Tancred   | ENG  | 54,78     |
| 7     | John Hillier   | ENG  | 52,26     |
| 8     | Richard Priman | AUS  | 50,42     |

11. August

### Hammerwurf
| Platz | Athlet         | Land | Weite (m) |
| ----- | -------------- | ---- | --------- |
| 1     | Peter Farmer   | AUS  | 71,10     |
| 2     | Scott Neilson  | CAN  | 69,92     |
| 3     | Chris Black    | SCO  | 68,14     |
| 4     | Paul Dickenson | ENG  | 66,42     |
| 5     | Jim Whitehead  | ENG  | 65,48     |
| 6     | Ian Chipchase  | ENG  | 64,80     |
| 7     | Martin Girvan  | NIR  | 60,86     |
| 8     | Gus Puopolo    | AUS  | 59,74     |

6. August

### Speerwurf
| Platz | Athlet            | Land | Weite (m) |
| ----- | ----------------- | ---- | --------- |
| 1     | Phil Olsen        | CAN  | 84,00     |
| 2     | Mike O’Rourke     | NZL  | 83,18     |
| 3     | Peter Yates       | ENG  | 78,58     |
| 4     | Brian Roberts     | ENG  | 75,10     |
| 5     | David Ottley      | ENG  | 74,28     |
| 6     | Luc Laperriere    | CAN  | 73,44     |
| 7     | Manfred Rohkämper | AUS  | 71,74     |
| 8     | John Mayaka       | KEN  | 70,00     |

12. August

### Zehnkampf
| Platz | Athlet         | Land | Punkte |
| ----- | -------------- | ---- | ------ |
| 1     | Daley Thompson | ENG  | 8470 w |
| 2     | Peter Hadfield | AUS  | 7561   |
| 3     | Alan Drayton   | ENG  | 7431   |
| 4     | Luke Watson    | ENG  | 7143   |
| 5     | Pan Zeniou     | CYP  | 7107   |
| 6     | Rob Town       | CAN  | 7048   |
| 7     | Robert Sadler  | NZL  | 7010   |
| 8     | Charles Kokoyo | KEN  | 6760   |

8. August

## Frauen

### 100-Meter-Lauf
| Platz | Athletin         | Land | Zeit (s) |
| ----- | ---------------- | ---- | -------- |
| 1     | Sonia Lannaman   | ENG  | 11,27    |
| 2     | Raelene Boyle    | AUS  | 11,35    |
| 3     | Denise Boyd      | AUS  | 11,37    |
| 4     | Hannah Afriyie   | GHA  | 11,38    |
| 5     | Beverley Goddard | ENG  | 11,40    |
| 6     | Patty Loverock   | CAN  | 11,40    |
| 7     | Leleith Hodges   | JAM  | 11,47    |
| 8     | Wendy Clarke     | ENG  | 11,48    |

Finale: 7. August
Wind: 2,9 m/s

### 200-Meter-Lauf
| Platz | Athletin         | Land | Zeit (s) |
| ----- | ---------------- | ---- | -------- |
| 1     | Denise Boyd      | AUS  | 22,82    |
| 2     | Sonia Lannaman   | ENG  | 22,89    |
| 3     | Colleen Beazley  | AUS  | 22,93    |
| 4     | Beverley Goddard | ENG  | 22,95    |
| 5     | Kathy Smallwood  | ENG  | 22,96    |
| 6     | Helen Golden     | SCO  | 23,28    |
| 7     | Patty Loverock   | CAN  | 23,47    |
| 8     | Linda McCurry    | NIR  | 23,71    |

Finale: 10. August
Wind: 5,1

### 400-Meter-Lauf
| Platz | Athletin           | Land | Zeit (s) |
| ----- | ------------------ | ---- | -------- |
| 1     | Donna Hartley      | ENG  | 51,69    |
| 2     | Verona Elder       | ENG  | 52,94    |
| 3     | Bethanie Nail      | AUS  | 53,06    |
| 4     | Joslyn Hoyte-Smith | ENG  | 53,22    |
| 5     | June Griffith      | GUY  | 53,25    |
| 6     | Karen Williams     | SCO  | 53,66    |
| 7     | Helen Blake        | JAM  | 54,15    |
| 8     | Maxine Corcoran    | AUS  | 54,46    |

Finale: 7. August

### 800-Meter-Lauf
| Platz | Athletin            | Land | Zeit (min) |
| ----- | ------------------- | ---- | ---------- |
| 1     | Judy Peckham        | AUS  | 2:02,82    |
| 2     | Tekla Chemabwai     | KEN  | 2:02,87    |
| 3     | Jane Colebrook      | ENG  | 2:03,10    |
| 4     | Liz Barnes          | ENG  | 2:03,41    |
| 5     | Francine Gendron    | CAN  | 2:04,02    |
| 6     | Evelyn McMeekin     | SCO  | 2:04,10    |
| 7     | Anne Mackie-Morelli | CAN  | 2:04,16    |
| 8     | Charlene Rendina    | AUS  | 2:04,82    |

Finale: 10. August

### 1500-Meter-Lauf
| Platz | Athletin           | Land | Zeit (min) |
| ----- | ------------------ | ---- | ---------- |
| 1     | Mary Stewart       | ENG  | 4:06,34    |
| 2     | Christine Benning  | ENG  | 4:07,53    |
| 3     | Penny Werthner     | CAN  | 4:08,14    |
| 4     | Christine McMeekin | SCO  | 4:12,43    |
| 5     | Hilary Hollick     | WAL  | 4:12,72    |
| 6     | Alison Wright      | NZL  | 4:12,93    |
| 7     | Francine Gendron   | CAN  | 4:16,88    |
| 8     | Angela Cook        | AUS  | 4:17,30    |

Finale: 12. August

### 3000-Meter-Lauf
| Platz | Athletin                  | Land | Zeit (min) |
| ----- | ------------------------- | ---- | ---------- |
| 1     | Paula Fudge               | ENG  | 09:12,95   |
| 2     | Heather Thomson           | NZL  | 09:20,69   |
| 3     | Ann Ford                  | ENG  | 09:24,05   |
| 4     | Shauna Miller             | CAN  | 09:30,75   |
| 5     | Nancy Rooks               | CAN  | 09:34,14   |
| 6     | Angela Cook               | AUS  | 09:43,56   |
| 7     | Mwinga Mwanjala           | TAN  | 09:49,98   |
| 8     | J. Rose Chepyator-Thomson | KEN  | 10:00,46   |

7. August
Die 3000 m der Frauen waren erstmals im Programm der Commonwealth Games.

### 100-Meter-Hürdenlauf
| Platz | Athletin         | Land | Zeit (s) |
| ----- | ---------------- | ---- | -------- |
| 1     | Lorna Boothe     | ENG  | 12,98    |
| 2     | Shirley Strong   | ENG  | 13,08    |
| 3     | Sharon Colyear   | ENG  | 13,17    |
| 4     | Elaine Davidson  | SCO  | 13,76    |
| 5     | Gail Wooten      | NZL  | 13,77    |
| 6     | Sharon Lane      | CAN  | 13,88    |
| 7     | Diane Konihowski | CAN  | 14,11    |
| 8     | June Caddle      | BAR  | 14,13    |

Finale: 11. August
Wind: 3,6 m/s

### 4-mal-100-Meter-Staffel
| Platz | Land                | Athletinnen                                                      | Zeit (s) |
| ----- | ------------------- | ---------------------------------------------------------------- | -------- |
| 1     | England             | Beverley Goddard Kathy Smallwood Sharon Colyear Sonia Lannaman   | 43,70    |
| 2     | Kanada              | Marjorie Bailey Patty Loverock Margaret Howe Angela Bailey       | 44,26    |
| 3     | Australien          | Roxanne Gelle Denise Boyd Colleen Beazley Lyn Jacenko            | 44,78    |
| 4     | Neuseeland          | Wendy Brown Penny Hunt Gail Wooten Kim Robertson                 | 45,06    |
| 5     | Jamaika             | Normalee Murray Dorothy Scott Maureen Gottshalk Carmeta Drummond | 45,75    |
| 6     | Trinidad und Tobago | Marilyn Bradley Joanne Gardner Janice Bernard Esther Hope        | 45,80    |
| 7     | Schottland          | Elaine Davidson Margot Wells Helen Golden Karen Williams         | 45,91    |

### 4-mal-400-Meter-Staffel
| Platz | Land       | Athletinnen                                                           | Zeit (min) |
| ----- | ---------- | --------------------------------------------------------------------- | ---------- |
| 1     | England    | Ruth Kennedy Joslyn Hoyte-Smith Verona Elder Donna Hartley            | 3:27,19    |
| 2     | Australien | Judy Peckham Denise Boyd Maxine Corcoran Bethanie Nail                | 3:28,65    |
| 3     | Kanada     | Margaret Stride Debbie Campbell Anne Mackie-Morelli Rachelle Campbell | 3:35,83    |
| 4     | Schottland | Ann Harley Evelyn McMeekin Helen Golden Karen Williams                | 3:36,52    |
| 5     | Ghana      | Helena Opoku Grace Bakari Georgina Aidoo Hannah Afriyie               | 3:37,12    |
| 6     | Jamaika    | Debbie Byfield-White Maureen Gottshalk Normalee Murray Helen Blake    | 3:37,92    |

### Hochsprung
| Platz | Athlet           | Land | Höhe (m) |
| ----- | ---------------- | ---- | -------- |
| 1     | Katrina Gibbs    | AUS  | 1,93     |
| 2     | Debbie Brill     | CAN  | 1,90     |
| 3     | Julie White      | CAN  | 1,83     |
| 4     | Gillian Hitchen  | ENG  | 1,80     |
| 5     | Barbara Simmonds | ENG  | 1,78     |
| 6     | Maggie Woods     | CAN  | 1,78     |
| 7     | Val Rutter       | ENG  | 1,75     |
| 8     | Wendy Phillips   | NIR  | 1,70     |

11. August

### Weitsprung
| Platz | Athletin        | Land | Weite (m) |
| ----- | --------------- | ---- | --------- |
| 1     | Sue Reeve       | ENG  | 6,59      |
| 2     | Erica Hooker    | AUS  | 6,58      |
| 3     | June Griffith   | GUY  | 6,52      |
| 4     | Susan Hearnshaw | ENG  | 6,40      |
| 5     | Shonel Ferguson | BAH  | 6,26 w    |
| 6     | Janet Yawson    | GHA  | 6,19 w    |
| 7     | Ruth Howell     | WAL  | 6,17      |
| 8     | Lyn Jacenko     | AUS  | 6,14      |

11. August

### Kugelstoßen
| Platz | Athletin          | Land | Weite (m) |
| ----- | ----------------- | ---- | --------- |
| 1     | Gael Mulhall      | AUS  | 17,31     |
| 2     | Carmen Ionesco    | CAN  | 16,45     |
| 3     | Judy Oakes        | ENG  | 16,14     |
| 4     | Angela Littlewood | ENG  | 15,71     |
| 5     | Bev Francis       | AUS  | 15,66     |
| 6     | Venissa Head      | WAL  | 15,52     |
| 7     | Luigina Torso     | AUS  | 15,09     |
| 8     | Meg Ritchie       | SCO  | 14,99     |

8. August

### Diskuswurf
| Platz | Athletin       | Land | Weite (m) |
| ----- | -------------- | ---- | --------- |
| 1     | Carmen Ionesco | CAN  | 62,16     |
| 2     | Gael Mulhall   | AUS  | 57,60     |
| 3     | Lucette Moreau | CAN  | 56,64     |
| 4     | Meg Ritchie    | SCO  | 55,66     |
| 5     | Janet Thompson | ENG  | 53,70     |
| 6     | Lesley Mallin  | ENG  | 50,56     |
| 7     | Luigina Torso  | AUS  | 47,10     |
| 8     | Venissa Head   | WAL  | 45,72     |

7. August

### Speerwurf
| Platz | Athletin           | Land | Weite (m) |
| ----- | ------------------ | ---- | --------- |
| 1     | Tessa Sanderson    | ENG  | 61,34     |
| 2     | Alison Hayward     | CAN  | 54,52     |
| 3     | Laurie Kern        | CAN  | 53,60     |
| 4     | Eunice Nekesa      | KEN  | 51,46     |
| 5     | Margaret Phillpott | AUS  | 50,08     |
| 6     | Fatima Whitbread   | ENG  | 49,16     |
| 7     | Shara Spragg       | ENG  | 49,02     |
| 8     | Diane Royle        | SCO  | 46,02     |

10. August

### Fünfkampf
| Platz | Athletin         | Land | Punkte |
| ----- | ---------------- | ---- | ------ |
| 1     | Diane Konihowski | CAN  | 4768   |
| 2     | Sue Mapstone     | ENG  | 4222   |
| 3     | Yvette Wray      | ENG  | 4211   |
| 4     | Jill Ross        | CAN  | 4205   |
| 5     | Karen Page       | NZL  | 4099   |
| 6     | Ruth Howell      | WAL  | 4022   |
| 7     | Barbara Beable   | NZL  | 3989   |
| 8     | Julie White      | CAN  | 3940   |

6. August